# Frédéric de Wurtemberg (1808-1870)
Pour les articles homonymes, voir Frédéric de Wurtemberg.
Frédéric de Wurtemberg, né à Comburg le 21 février 1808 et décédé à Stuttgart le 9 mai 1870, est un membre de la maison de Wurtemberg. Il est le fils de Paul-Charles de Wurtemberg et de Charlotte de Saxe-Hildburghausen.
Après avoir envisagé en vain d'épouser la grande-duchesse Olga Nicolaïevna de Russie, Frédéric de Wurtemberg épousa en 1845 Catherine de Wurtemberg (1821-1898), fille de Guillaume Ier de Wurtemberg.
Un enfant est né de cette union :
- Guillaume II (1848-1921), dernier roi de Wurtemberg (1891-1921)

Frédéric de Wurtemberg appartint à la première branche dite branche aînée de la Maison de Wurtemberg.